# Ritratto di Adele Bloch-Bauer II
Il Ritratto di Adele Bloch-Bauer II è un dipinto realizzato nel 1912 da Gustav Klimt. Il soggetto dell'opera è Adele Bloch-Bauer (1881-1925), figura di spicco dell'alta società viennese (era figlia dell'imprenditore Maurice Bauer), nonché committente ed intima amica di Klimt.
Nel 1907, Klimt aveva già portato a termine un altro ritratto della Bloch-Bauer. Nel corso della Seconda guerra mondiale, ambedue le opere furono rubate ai discendenti Bloch-Bauer dai nazisti. Al termine del conflitto, il Ritratto di Adele Bloch-Bauer II fu esposto presso la Österreichische Galerie Belvedere di Vienna fino al 2006, anno in cui fu restituito alla nipote di Adele.

## Storia
Adele Bloch-Bauer era moglie di Ferdinand Bloch-Bauer, ricco industriale che promuoveva le arti e gli artisti, tra cui proprio Klimt. La Bloch-Bauer è stata l'unica persona ad essere ritratta per ben due volte dall'artista, avendo quest'ultimo già realizzato nel 1907 il celebre Ritratto di Adele Bloch-Bauer I. I ritratti di Adele furono appesi alle pareti della casa di famiglia finché non furono prelevati dai nazisti nel corso della Seconda guerra mondiale. La galleria viennese che li esponeva si mostrò riluttante alla restituzione ai propri legittimi proprietari: da ciò scaturì una battaglia legale che si tenne tra Stati Uniti ed Austria (il caso Republic of Austria v. Altmann), al termine della quale, nel gennaio del 2006, sia i due ritratti sia altri tre dipinti di Klimt furono riconsegnati a Maria Altmann, nipote di Ferdinand Bloch-Bauer.
Nel novembre 2006, la casa d'aste Christie's riuscì a vendere il Ritratto di Adele Bloch-Bauer II per quasi $88 milioni, all'epoca il quarto prezzo più alto mai pagato ad un'asta per un'opera d'arte. L'acquirente fu la conduttrice statunitense Oprah Winfrey.
Il dipinto fu temporaneamente dato in prestito alla Neue Galerie di New York per la mostra "Klimt e le Donne dell'età dell'oro viennese, 1900-1918" e per l'occasione i due ritratti furono quindi esposti nello stesso luogo. Nell'autunno del 2014, il secondo ritratto fu ceduto per un prestito a lungo termine al MoMA di New York. Nell'estate del 2016, Winfrey lo ha venduto per $150 milioni ad un non ben identificato acquirente cinese.